# Варіоліт
Варіоліт — вулканічна гірська порода, що містить численні кульки — варіолі.
Варіолі —  це плагіоклазо-авгітові сферолітові мінеральні утворення, що зустрічаються у базальтах на поверхні вивітрювання. Крупність — від просяного зерна до горошини. Виступають в афанітових базальтах у вигляді віспин, які мають радіально-волокнисту або тонко-гілчасту будову. Вважають, що варіолі — продукт сферолітової кристалізації гомогенного розплаву. Термін вживається тільки для основних гірських порід.